# Tembo (Kwango)
Pour les articles homonymes, voir Tembo.
Tembo est une cité minière située sud du territoire de Kasongo-Lunda dans la province du Kwango en République démocratique du Congo.

## Géographie
La localité est située dans le secteur de Kizamba, proche de la rive droite de la rivière Kwango, elle est desservie par la route RS240 à 265 km au sud du chef-lieu territorial Kasongo-Lunda.

## Administration
Localité de 9 643 électeurs enrôlés pour les élections de 2018, elle a le statut de commune rurale de moins de 80 000 électeurs, elle aura 7 conseillers municipaux.

## Économie
La cité minière doit son développement au commerce du diamant, l'activité minière s'est développée également sur la rive angolaise du Kwango.